# Global Governance
Global Governance bezeichnet den zur Bewältigung globaler Probleme erforderlichen internationalen Rahmen von Prinzipien, Regeln, Gesetzen und Prozessen der Entscheidungsfindung, inklusive einer Reihe von Institutionen, um diese aufrechtzuerhalten – und meint keine „Weltregierung“ (Global Government).
Gehörte in dem bisherigen Verständnis zur (Welt-)Ordnungspolitik vorwiegend das System der zwischenstaatlichen internationalen Beziehungen, müssen zunehmend auch die Nichtregierungsorganisationen, Bürgerbewegungen und die multinationalen wirtschaftlichen Organisationen und globalen Finanzmärkte mit einbezogen werden.
Global Governance ist sowohl ein Bereich (ordnungs-)politischen programmatischen Handelns als auch ein Gegenstand politik- bzw. sozialwissenschaftlicher Forschungsprogramme. Als (ordnungs-)politisches Programm meint Global Governance die kooperative, multilaterale Gestaltung der Globalisierung mittels eines breit angelegten, dynamischen und komplexen Prozesses interaktiver Entscheidungsfindung, der sich ständig weiterentwickelt und sich den ändernden Bedingungen anpasst.

## Definition der Global Governance

### Begriffsherkunft
Wegweisend waren der 1987 veröffentlichte Brundtland-Bericht, das Ende des Kalten Krieges und der 1995 vorgelegte Abschlussbericht Our Global Neighbourhood der Commission on Global Governance, der formulierte:
„Governance ist die Gesamtheit der zahlreichen Wege, auf denen Individuen sowie öffentliche und private Institutionen ihre gemeinsamen Angelegenheiten regeln. Es handelt sich um einen kontinuierlichen Prozess, durch den kontroverse oder unterschiedliche Interessen ausgeglichen werden und kooperatives Handeln initiiert werden kann. Der Begriff umfasst sowohl formelle Institutionen und mit Durchsetzungsmacht versehene Herrschaftssysteme als auch informelle Regelungen, die von Menschen und Institutionen vereinbart oder als im eigenen Interesse angesehen werden. (…) Auf globaler Ebene (…) müssen auch Nichtregierungsorganisationen, Bürgerbewegungen, Multinationale Konzerne und der globale Finanzmarkt mit einbezogen werden. Mit diesen Gruppen und Institutionen interagieren globale Massenmedien, deren Einfluss dramatisch gewachsen ist. (…)“
In Abgrenzung zu Government betont der Begriff Governance die Abwesenheit einer formalen Hierarchie und hebt im weitesten Sinne auf die kollektive Regulierung von gesellschaftlichen Aktivitäten ab.
Je nach Begriffsverständnis der einzelnen Autoren kann „Governance“ sowohl komplementär als auch übergeordnet zu „Government“ verstanden werden.
Als deutsche Übersetzung wurden beispielsweise Weltinnenpolitik, Weltordnungspolitik oder globale Ordnungs- und Strukturpolitik vorgeschlagen. Keine dieser Varianten hat sich jedoch durchgesetzt, so dass in der Regel die englischsprachige Bezeichnung benutzt wird.

### Definitionsvariante bei Messner
Dirk Messner definiert den Begriff als „Entwicklung eines Institutionen- und Regelsystems und neuer Mechanismen internationaler Kooperation, die die kontinuierliche Problembearbeitung globaler Herausforderungen und grenzüberschreitender Phänomene erlauben.“
Der Begriff bezeichnet demnach das Streben nach bzw. die Gesamtheit an Institutionen, Regelsystemen und Mechanismen, mit denen unterschiedliche Akteure globale Herausforderungen diskutieren und entscheiden.

### Politische Kontroversen zur Global Governance
In der politischen Realität zeigt sich die Widersprüchlichkeit des Prozesses. Politische Kontroversen entzünden sich an der Feststellung der UN-Commission, dass es weder ein einziges Modell oder eine einzige Form der Weltordnungspolitik gibt, noch eine einzige Ordnungsstruktur oder Gruppe solcher Globalstrukturen existiert. Es handele sich um einen breit angelegten, dynamischen und komplexen Prozess interaktiver Entscheidungsfindung, der sich ständig weiterentwickele und sich den ändernden Bedingungen anpasse. Der Abschlussbericht (1995) betonte:

„Eine wirksame globale Entscheidungsfindung muss daher auf lokal, national und regional getroffenen Entscheidungen aufbauen und diese ihrerseits beeinflussen und muss auf die Fähigkeiten und Ressourcen unterschiedlichster Menschen und Institutionen auf vielen Ebenen zurückgreifen.“

Kritik an der sich real vollziehenden Global Governance gründet sich auf die politische Wahrnehmung verschiedener internationaler politischer Akteure, darunter China und Russland, dass die Vereinigten Staaten und „der Westen“ zunehmend versuchen, die bisher ausgeübte alleinige Kompetenz für die Gestaltung der Global Governance (Prinzipien, Werte, Regeln, Verfahren, Gesetze) festschreiben zu wollen.
Ihre staatspolitische Umsetzung fand diese Kritik Ende Juni 2021 beim Treffen der Staatsoberhäupter Russlands und Chinas anlässlich der Verlängerung zu dem Vertrag über gute Nachbarschaft, Freundschaft und Zusammenarbeit (2001). Nach ihrer offiziellen Auffassung seien innere nationale Entwicklungen zu respektieren und auf Versuche zum sogenannten „Regime-Change“ zu verzichten. Deutlich vernehmbar äußern Russland und China Kritik an der sich real vollziehenden Global Governance. Sie präferieren die fortgesetzte Erhaltung der völkerrechtlichen Regeln und deren ausgewogene Weiterentwicklung mittels Kooperation und Dialog.
Ein diplomatisches Echo fand der von US-Präsident Joe Biden initiierte virtuelle „Gipfel für Demokratie“ („Summit for Democracy“, 9.–10. Dezember 2021), zu dessen Vorbereitung das Außenministerium (Department of State) mittels einer Online-Länderliste veröffentlicht hatte, wer Teilnehmer sein kann und wer nicht. Die Botschafter Russlands und Chinas in Washington kritisierten ein hegemoniales Verhalten der Vereinigten Staaten in der ungewöhnlichen Form eines gemeinsamen Medienbeitrags beim konservativen Online-Portal The National Interest. Im Botschafter-Beitrag wird der Versuch der USA, die ausgeübte alleinige Kompetenz für die Gestaltung der Global Governance (Prinzipien, Werte, Regeln, Verfahren, Gesetze) festschreiben zu wollen, zurückgewiesen. Nach gemeinsamer Auffassung seien die inneren nationalen Entwicklungen, Kultur und Traditionen zu respektieren und auf „Regime-Change“ zu verzichten. Russland und China appellieren „darauf zu verzichten, ‚wertebasierte Diplomatie‘ einzusetzen, und damit Spaltung und Konfrontation zu provozieren; … sich für harmonisches Zusammenleben zwischen Ländern mit unterschiedlichen sozialen Systemen, Ideologien, Geschichten, Kulturen und Entwicklungsstufen einzusetzen.“
Bei einem Gipfeltreffen der Staatsoberhäupter Russlands und Chinas am 4. Februar 2022, unmittelbar vor Beginn der Olympischen Winterspiele 2022 in Peking, wurde die Gemeinsame Erklärung der Russischen Föderation und der Volksrepublik China zu den internationalen Beziehungen auf dem Weg in eine neue Ära und zur globalen nachhaltigen Entwicklung (2022) als „High-Level-Document“ verabschiedet. Im Kern läuft die gemeinsame außenpolitische Position darauf hinaus, dass von beiden Ländern der „universalistische Anspruch des transatlantischen Westens“ zur Global Governance offen zurückgewiesen wird. Der russische Politologe Wladimir Pawlenko sieht in der Erklärung eine globalstrategische „existenzielle Alternative“ zum „westlichen Revisionismus“.

## Global Governance als akademischer Gegenstand

### Begriffskonzeption von Czempiel/Rosenau
Komplementär zu diesen gesellschaftlichen Entwicklungen wurde in den Sozialwissenschaften Global Governance als Forschungsprogramm aufgegriffen.
Die wohl früheste wirkmächtig gewordene Publikation ist Governance without Government von Czempiel und Rosenau (1992), in der versucht wurde, Autorität als „systems of rule“ (dt. „Herrschaftssysteme“) zu modellieren, die ohne formal berechtigten und mit Gewaltmonopol ausgestatteten Akteur zum Tragen kommt.
Diese sehr weitreichende Begriffskonzeption ist ein wesentliches Argument für kritische Reflexion von Global Governance. Claus Offe bezeichnete den Begriff Global Governance als „empty signifier“, als bedeutungsleere Worthülle, die beliebig verwendet werde.
Angesichts der, wie oben dargestellt, nicht eindeutigen Verwendung des Begriffs Global Governance als Konzept in der internationalen Politik haben einige Autoren vorgeschlagen, ihn nicht substantiell, sondern methodisch zu definieren. Demgemäß ist Global Governance in diesem Sinne eine analytische Methode, die eine eigenständige Perspektive auf politische Vorgänge bietet, welche von derjenigen im existierenden Fach „Internationale Beziehungen“ abweichen kann. Einige Universitäten, auch solche, die Studiengänge in „Internationale Beziehungen“ anbieten, haben mittlerweile eigene Global-Governance-Studiengänge eingerichtet.

### Neorealistische Sicht auf den Begriff
Man kann mehrere Begriffsvariationen, die unter Global Governance zusammengefasst werden, unterscheiden. Nach neorealistischer Sichtweise ist Global Governance ein Synonym für den deutschen Begriff internationale Politik. Er beschreibt den anarchischen Zustand in der internationalen Politik, in der die Nationalstaaten handeln. Global Governance grenzt sich dabei von national governance ab. In diesem Sinne dient Global Governance einfach zur Beschreibung der Strukturänderungen der internationalen Politik. Es werden Akteure auf verschiedenen Ebenen untersucht und deren Koordinationsmechanismen herausgearbeitet. Global Governance ist in diesem Verständnis kein normativer Begriff, der gute oder schlechte Praktiken bezeichnet. Vielmehr werden damit die Kooperationsformen verschiedener Akteure auf der internationalen Ebene wertneutral beschrieben.

### Institutionalistische Sicht
Dieser neorealistischen Sichtweise widerspricht die institutionalistische Sichtweise, dass durch die Bildung internationaler Regime die Kooperation zwischen Staaten gefestigt, verrechtlicht und somit einer gemeinsamen globalen Steuerung zumindest angenähert werden kann.
In der Tradition des (neo)liberalen Institutionalismus, hier insbesondere der Interdependenztheorien, stehend, untersuchen die Global-Governance-Ansätze die Verdichtung der internationalen Kooperation und die Transformation des internationalen Systems, in welchem sich das anarchische System souveräner Nationalstaaten augenscheinlich zu einem Mehrebenensystem unter Einbeziehung nichtstaatlicher Akteure wandelt.

### Allgemeine sozialwissenschaftliche Sicht
Im allgemeineren sozialwissenschaftlichen Bereich bezeichnet der Begriff Global Governance die Suche nach globalen Problemlösungen im Zuge der Globalisierung. In diesem Verständnis ist Global Governance eher als Konzept zu verstehen, wie man globale Probleme unter Abwesenheit einer Weltregierung (Global Government) lösen kann. Dabei verbindet sich mit dem Begriff ein Streben nach Problemlösung und der Versuch, unterschiedliche Akteure in ein Netzwerk an Institutionen und Regelungen einzubeziehen, die es erlauben, den Herausforderungen der Globalisierung zu begegnen. Mit Global Governance ist dabei das lösungsorientierte, dezentrale Steuern von Globalisierungsprozessen durch freiwillige Kooperation unter Abwesenheit einer Weltregierung gemeint.

## Abgrenzung zu anderen Begriffen
Global Governance bedeutet nicht Global Government (Weltregierung). Im Rahmen von Global-Governance-Prozessen behalten die Nationalstaaten ihre Souveränität, praktizieren aber Formen der freiwilligen Kooperation. Allerdings wird diese Beschränkung teilweise kritisiert, so etwa von weltföderalistisch ausgerichteten Wissenschaftlern, die unter Global Governance vielmehr einen entwicklungsoffenen Prozess verstehen, der durchaus in Formen globalen Regierens münden könne.
Global Governance geht über die Bedeutung des Begriffs internationale Politik hinaus, sofern man nicht das neorealistische Verständnis (s. o.) zu Grunde legt. Internationale Politik bezeichnet den politischen Bereich, in dem Staaten politische Beziehungen zueinander unterhalten. Global Governance bezeichnet dagegen die Gesamtheit an Koordinationsprozessen unterschiedlicher Akteure, nicht nur staatlicher, mit denen globale Herausforderungen gemeistert und globale Chancen ergriffen werden können, und grenzt sich von dem Begriff internationale Politik auch durch seine Problemlösungsorientierung ab.

## Merkmale der Global Governance
Global Governance wird durch bestimmte Handlungsweisen und Merkmale definiert:
- die Suche nach Lösungen länger andauernder, grenzüberschreitender Probleme (z. B. Wachstum der Weltbevölkerung),
- die Schaffung von neuen politischen Strukturen zur Lösung dieser Probleme (neben formellen spielen nun auch informelle Regelungen eine Rolle; dem Verhältnis von staatlichen und nichtstaatlichen Akteuren wird hierbei eine größere Bedeutung beigemessen),
- Thematisierung der Aufgabenverteilung verschiedener politischer Ebenen (Regelungsmuster staatlicher und nichtstaatlicher Akteure können auf der lokalen, nationalen, regionalen und globalen Ebene angesiedelt sein),
- die Suche nach politikfeldübergreifenden Ordnungsstrukturen und
- dynamisches, sich ständig wandelndes Konzept, das durch die Veränderung von Macht, Interessen, Werten und Ideen beeinflusst wird.

Die Architektur von Global Governance kennt unterschiedliche Akteure auf verschiedenen Ebenen:
- Nationalstaaten,
- Internationale Regime,
- Regionale Integrationsprojekte,
- UN-Organisationen,
- Zivilgesellschaft (insbesondere in Form von NGOs),
- Lokalpolitik.

Ein Problem der Global Governance liegt in den Nationalinteressen der souveränen Staaten. So widersprechen sich diese bezüglich der Notwendigkeit von weltumspannenden Problemlösungen häufig (beispielsweise das Streben der USA, ihre Wirtschaft nicht durch das Erfüllen des Kyoto-Protokolls zu behindern).

## Kritische Rezension
Kritisch gesehen wird der Steuerungs- und Problemlösungsgedanke, der dem Projekt Global Governance innewohnt. Relevante Sachverhalte werden im Sinne von Regulierungsproblemen beschrieben, die durch möglichst effiziente Steuerung beseitigt werden können. Ulrich Brand hat Global Governance im Sinne eines Hegemonialdiskurses nach Foucault analysiert. Er weist darauf hin, dass die Steuerungslogik nicht nach Ursachen oder Interessenkonflikten fragt, sondern eben nur nach der effizienten Problemlösungsmöglichkeit.
Problematisch wird ebenfalls das Auftauchen neuer, insbesondere privater, Akteure gesehen. NGOs, Privatunternehmen, Thinktanks oder Expertengruppen sind in der Regel nicht konstitutionell verankert und daher mit einem Legitimationsdefizit behaftet. Problematisch bleibt auch die Zurechenbarkeit von Verantwortung bei Multi-Stakeholder-Ansätzen unter Einbeziehung solcher neuartigen Akteure. Auf diesen Umstand macht beispielsweise John R. Bolton aufmerksam, wenn er schreibt: „[…] the civil society idea actually suggests a ‘corporativist’ approach to international decision-making that is dramatically troubling for democracy because it posits ‘interests’ (whether NGOs or businesses) as legitimate actors along with popularly elected governments“. Die von Bolton schon angedeutete Vorstellung, die Problemlösung könne am besten durch (nichtstaatliche) Expertengruppen (interests) erfolgen, wie dies bei Haas’ Epistemic communities oder auch bei Slaughters „government networks“ der Fall ist, wird auch von Shapiro kritisch gesehen, demzufolge durch Global Governance „experts and enthusiasts“ begünstigt werden, die ihre jeweiligen Interessen vertreten, doch „both knowledge and passion generate perspectives that are not those of the rest of us.“
Andere Autoren bestreiten, dass es die im Rahmen des Global-Governance-Konzeptes postulierte Veränderung im Policy-making-Prozess überhaupt gibt. Global Government nimmt an, dass es eine Machtverschiebung vom Staat zu nichtstaatlichen Akteuren im Sinne eines Nullsummenspiels gibt. Ole Sending und Iver Neumann haben dagegen unter Rückgriff auf Foucaults Governmentality-Begriff versucht zu zeigen, dass nichtstaatliche Akteure wie NGOs von Regierungen kooptiert werden, dass also der Gewinn an Regulierungskompetenz für den nichtstaatlichen Sektor nicht automatisch einen Verlust auf der Seite des Staates bedeutet.